# نوکیا ۶۰۰
نوکیا ۶۰۰ (انگلیسی: Nokia 600) یک مدل گوشی تلفن ساخته شده توسط شرکت نوکیا بود.